# گالاتئا (اسطوره)

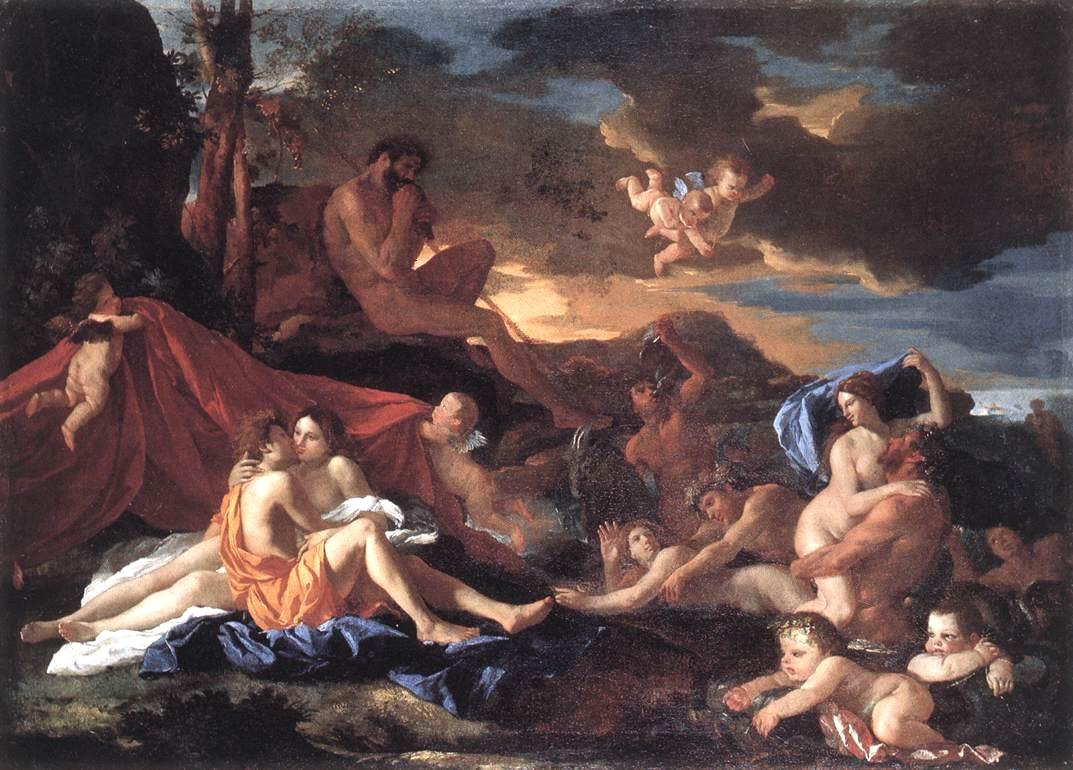
عشق آسیس و گالاتئا اثر نیکولا پوسن (۱۶۳۰)

گالاتئا (به یونانی: Γαλάτεια) در اساطیر یونان، یکی از نرئیدها، پنجاه حوری دریاها و دختران زیبای نرئوس و دوریس بود. نام او یا به معنی الهه دریاهای آرام به واسطهٔ galênê و theia است یا از کلمه گالاکتوس به معنی سفید شیری می‌باشد. او معشوقهٔ چوپان جوان سیسیلی، آسیس بود. بر طبق روایات دگردیسی‌ها اثر شاعر نام‌دار رومی اووید، آسیس ایزد رودخانه‌ای در شرق سیسیل بود. در تفسیرات مختلفی او فرزند فانوس و حوری رودخانه نیاد به‌شمار می‌رود و گاهی اوقات نیز به عنوان پسر دیونیسوس ایزد شراب در نظر گرفته می‌شود. در افسانه‌های دیگری، گالاتئا مجسمهٔ زنی بود که توسط پوگمالیون پادشاه قبرس ساخته شده بود. پس از اینکه پوگمالیون عاشق مجسمهٔ ساخته دستش شد، آفرودیته موافقت کرد به آن جان ببخشد و با او ازدواج کند.

## آسیس و گالاتئا
گالاتئا معمولاً در سواحل سیسیل رفت‌وآمد می‌کرد که در آنجا توجه پولیفموس سیکلوپ را به خود جلب کرد. این غول یک چشم سعی کرد با نواختن آهنگ و ارائه پنیر، شیر و میوه وحشی توجه این حوری را به خود جلب کند. اما گالاتئا که جوان خوش سیمای سیسیلی را به او ترجیح می‌داد این پیشنهادها را رد کرد. وقتی پولیفموس از این اتفاق باخبر شد، دچار خشم حسادت شد و آسیس را توسط تخته سنگی کشت. گالاتئا که بسیار غمگین شده بود، آسیس را تبدیل به بخار کرد و از خون او رودخانهٔ آسیس در سیسیل را به وجود آورد. در برخی از روایات آمده که گالاتئا از پولیفموس صاحب فرزندی به نام گالاتوس، پادشاه سرزمین گالاتیا واقع در آناتولی شد.